# Шалбуздаг
Шалбузда́г (рос. Шалбуздаг) — гірська вершина у північно-східній частині Великого Кавказу. Знаходиться на півдні Дагестану, Росія.